# Шах Зінаїда Савеліївна
Зінаїда Савеліївна Шах (1905, село Стара Мощаниця Дубнівського повіту, тепер Здолбунівського району Рівненської області — 1978, селище міського типу Мізоч Здолбунівського району Рівненської області) — українська радянська діячка, новатор сільськогосподарського виробництва, ланкова колгоспу імені РСЧА Мізоцького району Рівненської області. Герой Соціалістичної Праці (28.08.1953). Депутат Верховної Ради УРСР 4—5-го скликань (з 1955 по 1963 роки).

## Біографія
Народилася в родині селянина-бідняка Савелія Микитовича Клинового. Трудову діяльність розпочала у сільському господарстві, з 1919 року служила наймичкою, була хатньою робітницею директора цукрового заводу містечка Мізоч Волинського воєводства.
У 1928 році одружилася з робітником Мізоцького цукрового заводу Трохимом Шахом. Була домогосподаркою, виховувала дітей.
Після приєднання Рівненщини до СРСР з 1940 по 1941 рік працювала у ланці буряководів колгоспу імені Робітничо-Селянської Червоної Армії (РСЧА) у селищі Мізоч Мізоцького району Ровенської області. Під час німецько-радянської війни залишилася у Мізочі, працювала у власному господарстві.
Після зайняття Рівненщини Радянською армією у 1945 році знову вступила до колгоспу імені РСЧА у селищі Мізоч Мізоцького району Ровенської області. У 1947 році організувала та очолила першу в колгоспі імені РСЧА буряківничу ланку. У 1948 році її ланка одержала по 280—300 центнерів цукрових буряків з гектара. З кожним роком урожайність у ланці зростала. У 1952 році було зібрано 642 центнерів цукрових буряків з гектара на площі 5 гектарів.
Член ВКП(б) з 1950 року.
Працювала заступником секретаря партійної організації колгоспу імені РСЧА, членом правління артілі. Обиралася до Ровенської обласної ради депутатів трудящих.
Потім — на пенсії у селищі Мізоч Рівненської області.

## Нагороди
- Герой Соціалістичної Праці (28.08.1953)
- орден Леніна (28.08.1953)
- орден Трудового Червоного Прапора (1950)
- медалі
- почесний громадянин селища Мізоча (1967)